# 게임스타

게임스타(GameStar)는 독일에서 매월 발행되는 PC 게임 잡지이다. PC 게임에 중점을 둔 베스트셀러 독일어 잡지이며 독일어권 인터넷에서 가장 큰 비디오 게임 관련 포털을 호스팅하기도 한다.
GameStar.de는 독일어권 인터넷에서 가장 큰 PC 게임 웹 포털이자 독일어권 인터넷 전체에서 가장 큰 웹 포털 중 하나이다. 잡지에는 데모, 모드, 비디오 리뷰 및 비디오 게임의 전체 소매 버전이 포함된 DVD도 함께 제공된다.

## 내용
게임스타는 기능이 다른 다양한 버전으로 출시되었다. 여기에는 잡지 버전(DVD가 포함되지 않아 더 저렴함), DVD 1개가 포함된 "일반" 에디션, DVD 2개가 포함된 XL 버전이 포함된다. 구독자를 위한 잡지는 광고가 적고 더 큰 첫 페이지 사진을 보여준다. 2005년 중반까지는 CD 전용 버전도 있었지만 컴퓨터의 DVD 판독기가 충분히 널리 보급되어 CD 버전이 필요하지 않다고 판단되었다. 대신 XL 버전이 처음 등장했다.
게임스타는 대규모 인터넷 포럼인 GSPB(GameStar Pinboard)도 주최한다. 독일어권 인터넷에서 가장 큰 인터넷 포럼 중 하나이다.